# Figura św. Jana Nepomucena w Warszawie (ul. Senatorska)
Figura św. Jana Nepomucena – rokokowa rzeźba świętego Jana Nepomucena, znajdująca się przy ulicy Senatorskiej 40 w Warszawie.

## Opis
Fundatorem rzeźby, wykonanej w 1733 przez Giovanniego Liverottiego, był Józef Wandalin Mniszech i jego żona Konstancja.
Figura jest usytuowana przy ulicy Senatorskiej, w pobliżu placu Bankowego. Badania archeologiczne wykazały, że pomnik znajduje się w tym samym miejscu co pierwotnie, w sąsiedztwie pałacu Mniszchów, położonego nieco dalej od ulicy. Jest jedyną pozostałością przypałacowego ogrodu.
Rzeźba jest ustawiona na czworobocznej kolumnie. Na jej ścianach umieszczono płaskorzeźby ze scenami z życia świętego, ilustrujące jego cnoty: męstwo (fortitudo), umiarkowanie (temperantia), sprawiedliwość (iustitia) i roztropność (prudentia). Na niższych partiach znajdują się inicjały „JMK” o ich lustrzane odbicie, połączone literą „W”, oraz herby rodowe Mniszecha i jego żony.
W 1965 roku rzeźba została wpisana do rejestru zabytków.
W 2004 roku przeprowadzono renowację pomnika. W tym celu zdemontowano postument i figurę oraz skrzydła ogrodzenia, które odnowiono w pracowni konserwatorskiej. Na miejscu wzmocniono fundamenty i zabezpieczono schody pod postument oraz kamienne pachołki ogrodzenia. 
Pod figurą odnaleziono ołowianą tabliczkę kommemoratywną z łacińskim tekstem, który w polskim tłumaczeniu brzmi: „JÓZEF WANDALIN Z KONCZYC WIELKICH I OSSOWNICY ŚWIĘTEGO IMPERIUM RZYMSKIEGO HRABIA MNISZECH MARSZAŁEK WIELKI KORONNY Z KONSTANCJĄ Z TARŁÓW MAŁŻONKĄ A TAKŻE Z JERZYM ŁOWCZYM KORONNYM STAROSTĄ SANOCKIM, A TAKŻE JANEM STAROSTĄ JAWOROWSKIM SYNAMI A DALEJ Z TERESĄ LUBOMIRSKĄ WOJEWODZINĄ CZERNICHOWSKĄ I ANNĄ MNISZKĄ Z OGIŃSKIEJ A TAKŻE ELŻBIETĄ MYSZKOWSKĄ KONIUSZYNĄ KORONNĄ, STAROŚCINĄ KRAKOWSKĄ I LUDWIKĄ WOJEWODZINĄ KIJOWSKĄ CÓRKAMI BOGU W SWIĘTEJ SWEJ WSPANIAŁOŚCI I NA OFIARĘ ZA OPIEKĘ NAD RODZINĄ ŚWIĘTEMU JANOWI NEPOMUCENOWI TEN KAMIEŃ POŁOŻYĆ KAZALI ROKU ODKUPIENIA 1733”.
Tabliczka wróciła na pomnik, a obok umieszczono drugą informującą o konserwacji w 2004 roku. Wykonano dwie kopie tabliczki. Jedną przekazano do Muzeum Historycznego m. st. Warszawy, a drugą do Ambasady Belgii, która od 1962 roku mieści się w pałacu Mniszchów. 
Podczas prac konserwatorskich zmieniono (decyzją konserwatora) rysunek rąk świętego, które zostały zrekonstruowane po II wojnie światowej. Podjęto również decyzję o naprawie i pozłoceniu krucyfiksu trzymanego przez Nepomucena.